# 2003年台湾におけるSARSの流行

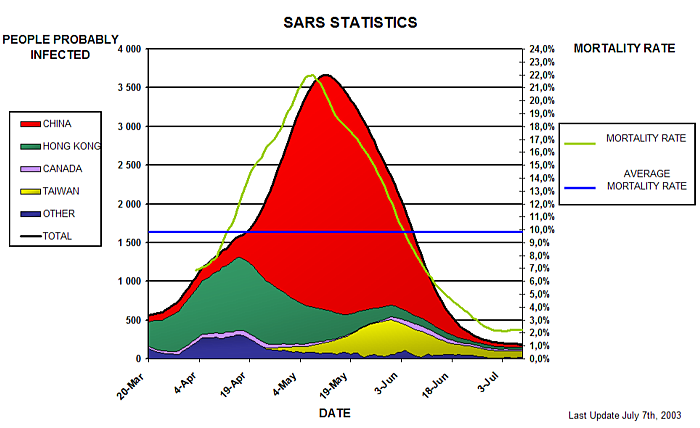
感染主要地域統計図（台湾は黄色）

2003年台湾におけるSARSの流行（2003ねんたいわんにおけるサーズのりゅうこう）は2003年に世界各国で感染が拡大（エピデミック）した重症急性呼吸器症候群（SARS）のうち、台湾（ここでは中華民国が実効支配する台澎金馬を指す）における流行状況について述べる。以下本文中における組織名および地域名は2003年当時のものを用いる。
2003年3月、SARSの世界的アウトブレイクが発生すると、その影響は台湾にも及んだ。病原体も伝染経路も治療方法も不明なSARSが侵入すると、台湾は世界保健機関（WHO）非加盟であり、リアルタイムでの情報取得や支援がなされず、社会は恐怖に陥れられた。
WHOとアメリカ疾病予防管理センター（米国CDC）によりそれらが徐々に解明されてくると、台湾はただちに防疫を開始した。当初は単純に域外流入症例のみだったが、台北市の和平医院での院内感染を中心に市中感染へと拡大し、中南部にも及んだ。行政院衛生署（衛生福利部の前身。以下衛生署）だけではなく行政院に直属する大陸委員会、内政部、国防部、経済部、新聞局、教育部などの各部会（省庁）が総動員で対応にあたり、2003年7月にWHOが感染指定地域から台湾を除外したことで終息した。
台湾におけるSARS禍の特徴は院内感染が発生した病院の封鎖とそれによる1人の自殺例で社会に衝撃を与えたこと、およびスーパー・スプレッダーの存在により実効再生産率（1人の感染者が何人に感染を広げるかの指数）が香港やカナダ同様急速に上昇したこと、また、発症から死亡に至るまでが10日と、北京（24日）や香港（20日）に比べて極めて短期間だった（この原因は2020年時点でも解明されていない）ことなどが挙げられる。

## 感染統計

### 地域別
| 市 / 県      | 国内感染:1 | *死亡 | 備考                           |
| ------------ | ---------- | ----- | ------------------------------ |
| 合計（全体） | 347        | *37   | [ 注 1 ]                       |
| 台北市       | 157        | 29    | うち万華区で市内最多の感染数44 |
| 台北県       | 124        | 25    | うち中和市で県内最多の感染数24 |
| 基隆市       | 1          | 1     |                                |
| 宜蘭県       | 0          | 1     |                                |
| 桃園県       | 12         | 1     |                                |
| 新竹市       | 1          | 0     |                                |
| 新竹県       | 2          | 1     |                                |
| 苗栗県       | 3          | 0     |                                |
| 台中市       | 5          | 1     |                                |
| 台中県       | 1          | 1     |                                |
| 彰化県       | 1          | 0     |                                |
| 南投県       | 1          | 0     |                                |
| 雲林県       | 3          | 1     |                                |
| 嘉義市       | 0          | 0     |                                |
| 嘉義県       | 0          | 0     |                                |
| 台南県       | 3          | 1     |                                |
| 台南市       | 1          | 1     |                                |
| 高雄県       | 9          | 9     |                                |
| 高雄市       | 13         | 5     |                                |
| 屏東県       | 5          | 3     |                                |
| 澎湖県       | 4          | 3     |                                |
| 花蓮県       | 1          | 1     |                                |
| 台東県       | 0          | 0     |                                |
| 金門県       | 0          | 0     |                                |
| 連江県       | 0          | 0     |                                |

### 時期別
週間推移
月間推移
| 月     | 感染者数 |
| ------ | -------- |
| 2月    | 0        |
| 3月    | 14       |
| 4月    | 139      |
| 5月    | 178      |
| 6月    | 14       |
| 7月    | 0        |
| (12月) | (1)      |

### 年齢別
| 年齢      | 3 | 5-9 | 10-14 | 15-19 | 20-24 | 25-29 | 30-34 | 35-39 | 40-44 | 45-49 | 50-54 | 55-59 | 60-64 | 65-69 | 70-79 | 80-  |
| --------- | - | --- | ----- | ----- | ----- | ----- | ----- | ----- | ----- | ----- | ----- | ----- | ----- | ----- | ----- | ---- |
| 感染数    | 1 | 1   | 5     | 9     | 37    | 48    | 32    | 34    | 30    | 52    | 28    | 15    | 10    | 9     | 36    | 36   |
| 致死率:21 | - | -   | -     | -     | 8.2   | 8.2   | 7.6   | 7.6   | 14.8  | 14.8  | 37.2  | 37.2  | 57.9  | 57.9  | 58.3  | 66.7 |

### 状況別
| 属性   | 輸入症例 | 交際・友人 | 院内感染 | 交通機関 | その他 |
| ------ | -------- | ---------- | -------- | -------- | ------ |
| 感染数 | 27       | 36         | 246      | 5        | 32     |
| 割合   | 7.8      | 10.4       | 71.1     | 1.5      | 9.2    |

### 属性別
| 6 | 58 | 39 | 0 | 6 | 2 | 2 | 57 |

## 主な院内感染
|          |                |
| 和平医院 | 陽明医院       |
|          |                |
| 仁済医院 | 高医大附設医院 |

台北市
- 市立聯合医院和平院区（和平医院。中正区）
- 市立聯合医院陽明院区（陽明医院。士林区）[13]
- 仁済医院（中国語版）（万華区）[14]
- 台北市立関渡医院（中国語版）（北投区）[15]
- 国立台湾大学附設医院（台大医院。中正区）[16]

桃園県
- （桃園市）敏盛綜合医院（英語版）[17]

高雄市
- 高雄長庚医院（中国語版）（三民区）[18]

高雄県
- 高雄医学大学附設医院（鳥松郷）[19][20]。

4月上旬、香港で集団感染が発生したマンション（淘大花園）住人が台湾入国中に列車を利用、列車内に居合わせた台北在住の女性が和平医院で診察を受け別の病院に転院した。この1時間程度の接触により和平医院内でSARS感染者が爆発的に増加していった。
4月24日から5月7日まで2週間の封鎖措置が実施されたが、予告なしに行われたため、見舞客やトイレを借りにきただけのタクシー運転手など無関係の訪問者も含めて1,000人以上が閉じ込められ、窓から脱出を試みる者や白幕で抗議のメッセージを掲げる医療従事者など現場は相当な混乱状態となっただけでなく、センセーショナルな報道を通じて社会が恐怖に陥った。医療従事者57人（死亡7人）、疑い例も含め一般人97人が感染（死亡24人）し、1人は自殺者だった。
5月24日、医療従事者の院内感染率が32%から4%未満に低下。
5月31日、疾官局長蘇益仁は、医療従事者の院内感染がほぼゼロに近づいたとの見解を発表した。
最終的に医療従事者の殉職は11人にのぼった。

## タイムライン

### 2003年3月
14日、行政院衛生署疾病管制局（疾病管制署の前身、以下CDC）実験室の職員は、自身の父親が最初のSARS症例ではないかと当局に通報した:234。
職員の父は台商（海外で労働する台湾人）だった。深圳から香港経由で帰国したこの夫婦が台湾における初の感染者となる。
17日、行政院衛生署（衛生福利部の前身）で危機管理の部署「嚴重急性呼吸道症候群疫情處理因應中心」が成立する。
18日、WHOが台湾を「最近の地域内伝播が疑われる地域（Areas with recent local transmission）」に指定。
21日、WHO加盟国の厚生閣僚に対し台湾のWHO加入支持を訴える書簡を送付し、各国の駐台大使にSARSの最新情報提供を要請した。
28日、SARSを第四類法定伝染病に指定:234、衛生署に「SARS対策部会衛生署SARS疫情因應小組」が設置され「伝染病防治法（傳染病防治法）」に基づく各種防疫措置が行われることとなった。
30日、行政院長游錫堃はCDCを視察。

### 2003年4月

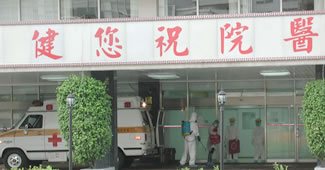
和平医院（2003年）

9日、WHOが台湾を渡航警戒地域に含めたことに対し、行政院長の游錫堃は『台湾は死者、市中感染、国外への感染拡大のいずれもゼロだ』と反論。
15日、公告4月10日公告により施行された空港検疫（入境者に対する耳検温やその他防疫措置）を強化。
22日、翌日以降は出国旅客に対しても同様の措置を開始した。同日、台北市立和平医院で院内感染が発生:234。
24日、和平医院は、衛生署と台北市政府の決定により封鎖が実行された:234-235。
26日、衛生署は全国102ヶ所の指定医療機関で急患病棟の1,657床をSARS患者隔離病棟へ転換することを発表した:24。
27日、台湾で初のSARSによる死亡例。立法院では特別予算の編成審議が行われていた。
28日、行政院で「SARS対応処理委員会嚴重急性呼吸道症候群（SARS）疫情應變處理委員會」が設立され、その後「嚴重急性呼吸道症候群防治及紓困委員會」と改名された。B級（入国者）に対する強制隔離が実施される。
29日、台北市仁済医院も封鎖。馬英九は予告なしでの封鎖を決定した。

### 2003年5月
1日、医療関係者で初の殉職者。
2日、立法院は三読審議で「SARS予防・治療および救助・振興特別条例（嚴重急性忽吸道症候群防治及紓困暫行條例）を可決、総統が公布。
4日、中国から戻った自宅隔離対象者の虚偽の申告行為に対し内政部は初の摘発を実施した。
5日、前衛生署署長の李明亮が防治作戦中心総指揮に就任。
8日、WHOが台北市を警戒地域に指定。5月9日、WHOはウェブサイトで台北をハイリスク地域（C級）に格上げ:236。台北市の華昌国宅（集合住宅）を封鎖。
台北県でタクシー運転手の感染疑いによる死亡例が出たことを受け、車両の消毒と乗務員の検温（38度以上であれば診察を推奨）を開始した。
9日、台北市政府で市長の専属カメラマンも発症したため接触者だった市長馬英九も隔離を迫られた。
10日、台北県三重市（現・新北市三重区）の県立三重医院（現・新北市立聯合醫院三重院区）を専用病棟にすることが決定された。
12日、行政院は省庁横断的な指揮系統組織「全国SARS防治指揮中心」をCDCに設置。
14日、和平医院が院内感染の報告を隠蔽していたことが問題視された。。
16日，高雄長庚医院で院内感染が発生し、急患と診察を停止、一部フロアを封鎖した。18日にこの病院で7例目となる死亡者が出たため、地元選出の立法委員陳其邁はN95マスクや防護服などの医療物資が不足している実態を訴え、国に対して公権力行使による長庚医院からの転院受け入れを迫った。
17日、国家衛生研究院臨床研究組主任の蘇益仁がCDC新局長に就任。WHOがSARS問題でのテレビ会議を行い、台湾が初参加。
18日、台北市天母地区の日系デパート大葉高島屋の地下フードコートに勤務する女性の感染が疑われたため、市衛生局は同店を4日間閉店し消毒作業を実施した。陳建仁が衛生署新署長に就任。
19日、国内にあるN95以上のマスクを政府徴用。
20日、台北県瑞芳で国内初の児童の死亡例。
21日、WHOは渡航警戒勧告を台湾全土に拡大:237。
23日、政府は民間の物流・航空公告緊急徵用各民間貨運及航空器，辦理衛生局交寄防疫檢體輸送箱。
また、12ヶ所のSARS治療専門医院が指定された。
24日、政府副招集人の李明亮は、「感染状況は落ち着きつつあり、元通りの生活に戻れるだろう」とコメント。
25日、高雄国際空港で「10日以内のSARS陽性者との接触歴なし」の証明が必要だった医療関係者が書類不携行により出国できなかった。
28日、世界保健総会でSARS監視強化などを盛り込んだ決議案が満場一致で通過、無異議通過。WHOが台湾で防疫活動の協力を行う道が開かれることとなった。

### 2003年6月
1日、政府於衛生所、診所、地區醫院成立195ヶ所でPCR検査所。全国民を対象に体温測定を義務化。
8日までに台北市立陽明医院でも院内感染が確認された。
8日、衛生署長陳建仁はWHO事務総長グロ・ハーレム・ブルントラントに対し台湾の流行地域解除申請を行う意向を表明。
13日、WHOは台湾への「最近の地域内伝播」をC級からB級に引き下げ:238。
17日、WHOは台湾への渡航勧告を解除することを決定:238。
24日、医療従事者の出国規制を解除:239。
25日、米国CDCは台湾への渡航を警告（Warning）から注意（Alert）に引き下げることを決定:47。
CDC局長の蘇は「国内での2大感染源は栄民（退役軍人）と台商が占めている」と発言。糖尿病や腎疾患、肝硬化などの持病を抱えやすい栄民や中国との往来が多い台商がSARSに罹患することで致死率を高くしているため、将来の防疫でも課題となる見解を示した。

### 2003年7月
4日、接触者（B級）に対する自宅隔離措置を取り消し、「自主健康管理」と改めた。
5日、WHOは出国時スクリーニング勧告および感染エリアからの除外を決定:239。台湾の解除は全世界で最も遅いものとなった。

## 政府の対応

### 中央および地方政府の主要人物
太字は2020年の新型コロナでも防疫政策に関与している人物（台湾における2019年コロナウイルス感染症の流行状況#政府内の役割分担）
| 役職                       | 役職                       | 氏名               | 属性                   | 備考                                               |
| -------------------------- | -------------------------- | ------------------ | ---------------------- | -------------------------------------------------- |
| 総統                       | 総統                       | 陳水扁             | 弁護士                 |                                                    |
| 行政院長                   | 行政院長                   | 游錫堃             | 政治学者               | 元宜蘭県長。2020年より立法院長                     |
| 行政院SARS防治及紓困委員会 | 行政院SARS防治及紓困委員会 | 李明亮（副招集人） | 前衛生署長             | 慈済大学創設および初代校長（学長に相当）           |
| 大陸委員会主任             | 大陸委員会主任             | 蔡英文             | 政治学者               | SARS発生源である中国政府との折衝。2016年から総統。 |
| 交通部部長                 | 交通部部長                 | 林陵三             | 水利工学者。交通官僚。 |                                                    |
| 教育部部長                 | 教育部部長                 | 黄栄村             | 心理学者               | 2020年より考試院院長                               |
| 発言人（報道官）           | 発言人（報道官）           | 林佳龍             | 政治学者               | 立法委員、台中市長を経て2019年より行政院交通部長   |
| 衛生署                     | 署長                       | 涂醒哲（第8代）    | 内科医、公衆衛生学者   | その後嘉義市長（2014-18年）                        |
| 衛生署                     | 署長                       | 陳建仁（第9代）    | 公衆衛生学者           | 2016-20年の副総統。                                |
| 衛生署                     | 疾病管制局局長             | 陳再晉（第2代）    | 医師                   |                                                    |
| 衛生署                     | 疾病管制局局長             | 蘇益仁（第3代）    | 医師                   | 国家衛生研究院感染症研究部門研究員                 |
| 立法委員                   | 立法委員                   | 陳其邁             | 内科医、公衆衛生学者   | 国会での民進党幹事長。2019-20年の行政院副院長。    |
| 立法委員                   | 立法委員                   | 頼清徳             | 内科医、公衆衛生学者   | 2020年5月から副総統                                |

| 役職     | 氏名   | 属性             | 備考                       |
| -------- | ------ | ---------------- | -------------------------- |
| 台北県長 | 蘇貞昌 | 法学者・弁護士   | 2019年から行政院長         |
| 衛生局長 | 周志浩 | 歯科医、疫学者。 | 2013年からCDC署長          |
| 教育局長 | 潘文忠 | 元教員           | 2016年から行政院の教育部長 |

| 役職     | 氏名   | 属性         | 備考                                     |
| -------- | ------ | ------------ | ---------------------------------------- |
| 台北市長 | 馬英九 | 学者         | 2008-16年総統                            |
| 副市長   | 欧晋徳 | 土木工学者   | のちに悠遊卡公司や台湾高速鉄路公司で重役 |
| 衛生局長 | 邱淑媞 | 予防医学修士 |                                          |

### 教育
教育部（文部省に相当）は、「学内で1人の感染者が出た場合はそのクラスのみ閉鎖（学級閉鎖）、2人以上の場合は休校」との方針を打ち出した。
慈済大学附属高級中学（花蓮県）は3名の感染者が出たため10日間の全校休校となった

### 特別条例制定
与野党各党と行政院は防疫政策遂行のため特別予算案を提出し、協議を経て5月2日に時限立法式の特別法案（SARS暫行條例）を可決した。施行は同年3月1日より同年末となり、満了を迎える際には立法院の同意で延長することができるようになっていた。

### マスク義務化
エバー航空は乗務員の感染を防ぐために4月11日より独自で香港・マカオ路線の乗客乗員にマスク着用を義務付けた。
行政院交通部は流行を抑制すべく5月2日より香港・マカオ・シンガポール・カナダへの国際航空路と小三通路線、台湾本土と金門・馬祖方面の国内航空路線で飲食時以外は機内でのマスク着用を要求した。違反すると刑法第192条の規定により2年以下の懲役または1,000ニュー台湾ドルの罰金が科される。他の陸海空の交通機関にも同様の措置を要求している。
5月8日より、市内バスや公路客運（県市を跨ぐ長距離バス）、タクシーの乗務員にマスク着用を義務化、その利用客に対してもマスクを推奨した。
5月10日より台北捷運で乗車時のマスク着用が義務化された。
5月14日、鉄道（台湾鉄路管理局）でも乗客は駅構内入場の際にもマスクを着用することが義務化された。

### 民間物資徴用
5月14日、行政院長游錫堃は国外へのマスク禁輸措置を発表し、空港保税倉庫にある1,000万枚のマスクを徴用すること、ならびに「公平交易委員会を通じてN95マスクの店頭価格が100NT$、外科用マスクが18NT$を超過しないように価格統制を行い、不当価格での販売に対し5万-2500万NT$の懲罰金を科す」ことを表明した。

### 米台協力
元々米台間では1982年に台湾で流行していた小児麻痺の対応で米国CDCが派遣した専門家が流行調査を支援するなど断交後も長年の協力体制があった。陳建仁も当時は米国に留学中だったが急遽帰国し沈静化にあたっている。
4月26日、封鎖された和平医院にアメリカ疾病予防管理センター（CDC）の専門家2名が立ち入り、隔離・分離措置やテレビ会議システムによる外部への情報発信を助言:235。
中国の拒絶により難航していたウイルスの株入手でもCDCが提供し、台湾の防疫に協力した。これにより、ウイルスが香港型とほぼ一致することが判明している。
SARS発生後、米国政府は専門家24名を台湾に派遣している。
また、連邦議会上院でも台湾のWHO加入支持が全会一致で可決されたほか、米国政府も日本とともに世界保健総会（WHA）への台湾参加の支持を表明した。

## その後の影響
中国政府の隠蔽によりアジア各国で感染が拡大した。WHOによるSARS感染地区指定期間は台湾は46日間で、他国に比して短期間だったことで、台湾もシンガポールや香港よりも効率的な危機管理能力を有していることから、WHOの渡航アラートでも台湾は28日間（台北市は41日間）で香港や広東、北京よりも短かったが、警告が解除された時期は最も遅かった。

### 批判
最初の院内感染例となった和平医院では隠蔽がなされていたとして、院長が更迭された。
馬偕紀念医院では5月に感染をしらないまま医師が日本に出国していたことが批判を浴び、日本の厚生労働相坂口力も台湾当局に抗議を表明している。
台湾からのツアー客を受け入れていた日本のホテルでは宿泊を拒否するケースもあり、台湾の旅行業者は代替宿泊先の手配に追われることになった。
2003年6月2日、監察院は和平医院封鎖に対して、台北市政府衛生局長の失政だと糾弾した。その後台北市政府は遺族に賠償を決定したが、和平医院で感染、殉職した医師林重威に対する賠償訴訟は2007年に最高法院で判決が確定し、SARSでの国家賠償第1号となると、重威の父は『遅れてきた正義』と勝利を噛み締めた。翌月にも別の男性看護師に対する国家賠償が確定した。
新型コロナ防疫が進行中の2021年に桃園市での大規模院内感染が発生したことで当時の和平医院に焦点が及ぶと、当時の台北市長だった馬英九は「和平医院閉鎖は中央政府が決めたこと」と反論したが、民進党側は「高等法院では（馬英九が市長在任中だった）台北市政府の過失による国家賠償と判決が下されている」と反論した。当時の市政府衛生局長として和平医院封鎖の責任者だった邱淑媞も、部桃事案での対応についてFacebookの医療コミュニティで現政府を批判したが、多くの利用者から「2003年がどうなったのか忘れたのか」「彼女は台湾で最も新型コロナでの防疫政策を批判する資格がない人」などと逆批判を浴びた

## 両岸関係

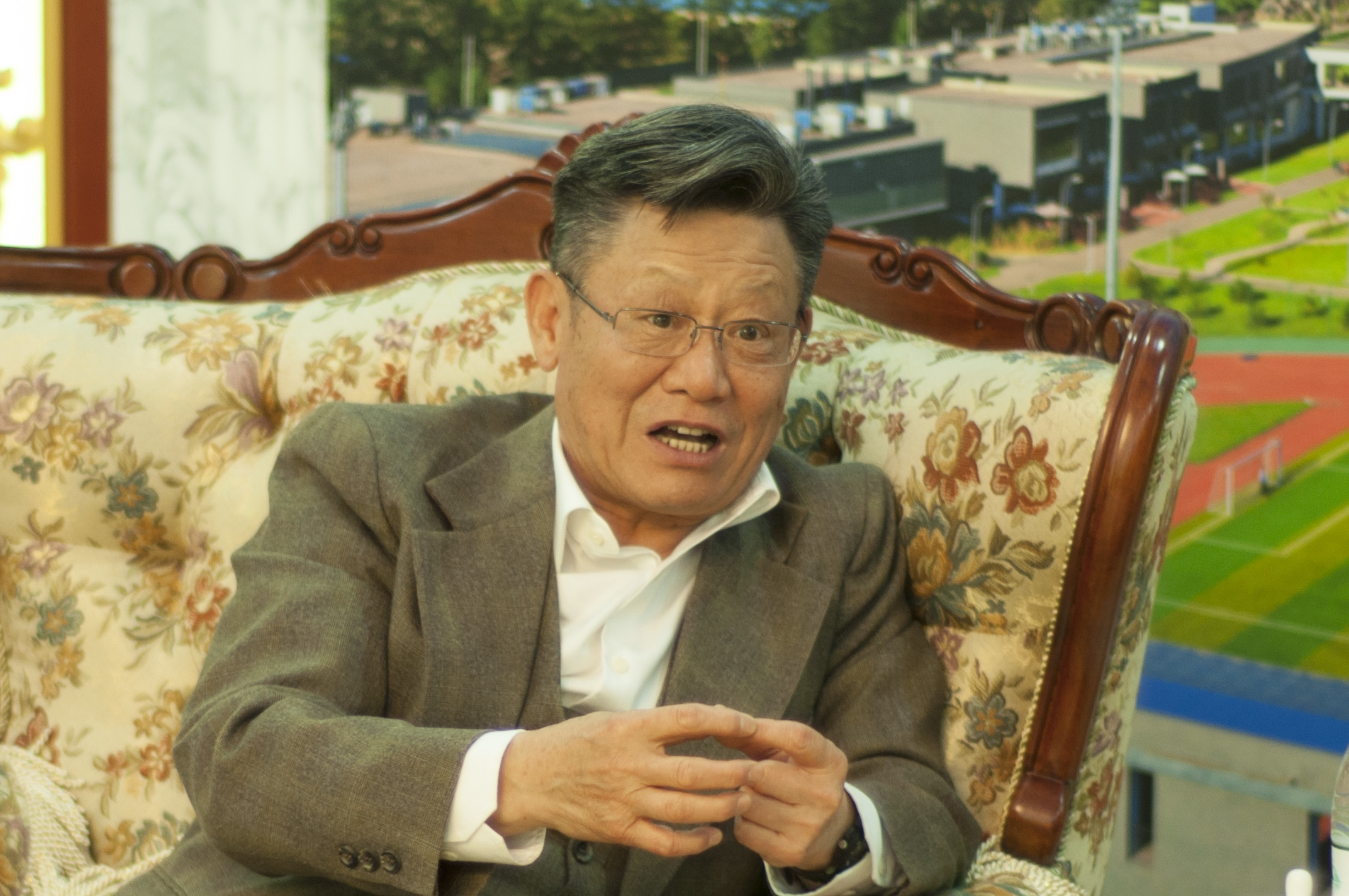
沙祖康

台湾国内の医学界はWHOが台湾を締め出していることは不正義だと糾弾。立法院でも厚生委員会で与党民進党の頼清徳がWHO参加を要請する国会決議を採択するように立法院長王金平に提案、国民党や親民党ら野党もこれに応じる姿勢をみせた。
台湾の民進党政権に対し中国政府は情報提供の場を拒否する一方、新党所属の立法委員で神経外科医の高明見をマレーシアでのWHO会合に参加させていた。
台湾メディアが「2,300万人の台湾市民についてご意見は？（中国語: 你們聽到台灣2300萬人民的需要嗎？）」と問いかけると国際連合ジュネーブ事務局の代表だった中国の外交官沙祖康は「とうの昔に拒絶しているだろう？誰がお前たちなどを構うものか！（中国語: 早就給拒絕了！沒聽到大會做的決定嗎！誰理你們！）」と切り捨てた。

## 経済への影響
行政院新聞局は5月に予定されていた第14回金曲奨を延期することを発表した。
小売などのサービス業にも4-6月の第2四半期に10%近い売上高減少をもたらされたほか、外国人の渡航が激減し、ホテル業界で稼働率が落ち込むなど、旅行業界に大きな痛手となった。
| 国籍         | 国籍            | 4月              | 5月              | 6月              | 7月              | 8月              | 9月             | 2003通年           | (2002通年) |
| 外国人訪台数 |                 |                  |                  |                  |                  |                  |                 |                    |            |
| ------------ | --------------- | ---------------- | ---------------- | ---------------- | ---------------- | ---------------- | --------------- | ------------------ | ---------- |
| 外国人訪台数 | 全体（含 中国） | 110,632 (-53.56) | 40,256 (-82.92)  | 40,256 (-82.92)  | 154,174 (-31.68) | 200,614 (-18.48) | 218,594 (-6.43) | 2,248,117 (-24.50) | 2,726,411  |
| 外国人訪台数 | 日本            | 33,528 (-56.01)  | 7,615 (-90.03)   | 6,781 (-90.65)   | 34,414 (-51.97)  | 48,488 (-41.49)  | 59,157 (-32.93) | 657,053 (-34.20)   | 986,053    |
| 外国人訪台数 | 香港・ マカオ   | 14,468 (-53.88)  | 804 (-97.73)     | 2,591 (-91.51)   | 25,538 (-23.39)  | 35,717 (-18.52)  | 31,267 (-4.86)  | 323,178 (-29.21)   | 435,080    |
| 外国人訪台数 | アメリカ合衆国  | 10,524 (-64.57)  | 3,978 (-64.57)   | 5,997 (-81.97)   | 20,811 (-30.34)  | 27,632 (-0.21)   | 27,211 (+6.65)  | 272,858 (-27.71)   | 354,087    |
| 外国人訪台数 | 韓国            | 3,817 (-43.74)   | 1,618 (-43.74)   | 2,559 (-66.11)   | 6,964 (-1.19)    | 7,915 (+6.95)    | 9,201 (+48.74)  | -                  | -          |
| 外国人訪台数 | シンガポール    | 1,546 (-82.41)   | 149 (-82.41)     | 1,151 (-86.67)   | 4,924 (-30.15)   | 7,477 (+0.44)    | 9,048 (+18.20)  | -                  | 107,380    |
| 外国人訪台数 | マレーシア      | 1,475 (-66.04)   | 554 (-66.04)     | 875 (-80.32)     | 3,061 (-25.58)   | 4,445 (+14.44)   | 7,843 (+46.98)  | -                  | -          |
| 台湾人出国数 | 台湾人出国数    | 232,358 (-64.53) | 112,983 (-64.53) | 249,789 (-60.28) | 678,036 (-11.23) | 718,522 (+1.09)  | 601,265 (+2.55) | 5,923,072 (-19.08) | 7,319,466  |
| 出典         | 出典            | [ 118 ]          | [ 119 ]          | [ 120 ]          | [ 121 ]          | [ 122 ]          | [ 123 ]         | [ 124 ]            | [ 125 ]    |

## SARS禍の教訓を経ての改革
衛生署長陳建仁のもと、政府は今回のパンデミックにおける反省と教訓を盛り込んで以下のように様々な改革を行った。これら一連の改革が2020年の新型コロナにおいて政府と社会が一体となった初動に影響をもたらすことになる。
握手に代わる拱手の奨励
2003年、生保大手ING安泰人寿（富邦人寿）経営陣が握手に代わり拱手を奨励した。翌年に同社は公共広告でも拱手を推奨し話題となった。行政側も郭台銘（鴻海精密工業）らを起用し、啓発に努めた。
防疫ダイヤル1922の導入
疾病管制局（CDC）は2003年5月末より通常の発熱外来用とは別の防疫専用ダイヤル『1922』を設置した。

### 関連法案制定と改正
衛生署疾病管制局管制局組織条例
2004年に衛生署およびCDCの権限や組織を強化する修正法案が立法院で可決された
職員のうち医師の割合が少なかったため、多様な専門家が集まれる環境を整備している。
伝染病防治法
防疫政策の根拠となるこの法も、SARSの対応には不十分だったことから、翌年以降数次の修正が重ねられた。
条文は法務部、改正時期は法源法律網による。
1. 第5・31条

2004年1月7日公布。第5条は中央政府機関と地方政府機関の役割分担明記、第73条は医療機関は患者の診察時に過去の病歴、診療記録、接触歴、渡航歴、その他伝染病に関する事項を問診し、家族構成も記録しておくなどの規定。
1. 第75条

2004年1月20日公布。地方政府機関の責任者不在時は中央政府機関が代理執行する規定
1. 第4条修正

2006年6月14日公布。伝染病発生時における医療物資、交通機関、患者からのウイルスサンプル取扱などの規定
1. 77条修正

2007年7月18日公布。公布・施行日に関する規定。
1. 第27條修正

2009年1月7日公布。予防接種、ワクチンに関する規定。
1. 第4、9、27、32、39、46、50、59、62、67、69条修正

2013年6月19日公布（同年7月23日の衛生署→衛生福利部昇格に伴うもの）。
- （第9条）中央流行疫情指揮中心（CECC）設置期間中のフェイクニュース流布に関する罰則規定
- （第32条）院内感染防止のため、医療機関は政府の指示に従い、命令を拒否できない。
- （第39条）医療機関内部で伝染病の疑いが認められた場合の政府への届出。
- （第46条）ウイルス検査、報告、消毒などの規定
- （第50条）伝染病死亡者の病理解剖、火葬などの規定
- （第59条）出入国者、交通機関従事者に対する検疫、防疫規定
- （第62条）指定伝染病に感染しているにもかかわらず政府の指示を守らず他人に伝染させた者は3年以下の実刑あるいは50万NT$の罰金
- （第67条）以下の違反者に対し6万ニュー台湾ドル（NT$）以上30万NT$未満の罰金
  - 20条（防疫物資の調達、保管、備蓄に関する規定）違反者
  - 30条（予防接種における被害者救済、およびその申し立て期限）違反者
  - 29条（医療機関は中央政府が定める予防接種政策を遵守する規定）、第32条、第37条（伝染病発生およびそのおそれがある場合の交通、集会、宴会、学校教育に関する地方政府の規定）に基づく政府の指導を拒絶するなどの違反者
  - 38条第一項、第43条第二項、第50条第四項（いずれも伝染病患者あるいは遺体の接触者、家族、それが存在した施設管理者の届出に関する規定）の違反者
  - 第44条第一項、第45條第一項（いずれも隔離治療に関する条文）の違反者。
  - 第48条第一項（感染者との接触）に規定する検査・投薬など必要な処置の命令に違反した者。
  - 第52、53条第二項、第54条第一項（いずれも隔離治療の届出・通知などに関する規定）の中央政府の優先使用、徴用などの行為を妨害した者。
- （第69条）以下の者に対し1万NT$以上1.5万NT$未満の罰金
  - 違反第11条、第12条、第31条（感染者、医療従事者、自宅検疫者およびその家族が差別や不利益を受けないことを定めた規定）、第58条第三項、第59条第一項（いずれも出入国旅客）あるいは中央政府が第34条第三項に定める（バイオ研究分野の物質取扱についての）認可を受けた者に対する各種規定に違反した者
  - 第33条第二項（介護施設などの規定）に定める指導や査察を拒否・妨害した者。
  - 第42条（感染した患者および遺体に気付いた場合の通知規定）。
  - 違反主管機關依第60条規定所為之限制或禁止命令。
  - 違反第46条第一項第一款、第二款、第四款、第49条、第50条第一項規定，未配合採檢、檢驗、報告、消毒或處置。
- 第33条第二項規定や中央政府が執行する防疫措置に違反、，未依主管機關之規定執行，或違反中央主管機關依第33条第三項所定辦法中有關執行感染管制措施之規定者，主管機關得令限期改善，並得視情節之輕重，
  - 1万NT$以上15万NT$以下の罰金
  - 改善が認められるまでは全面あるいは一部の業務停止。

1. 第2、23、51条修正

2014年6月4日公布
- （第2条）主管機関についての規定（中央：衛生福利部、直轄市：直轄市政府、県市：県市政府）
- （第23条）伝染病を媒介する食品・動物についての規定
- （第51条）中央主管機関が伝染病発生時に緊急措置として物資や薬品を調達する際の規定

1. 第38、67、70条修正

- （第38条）
- （第70条）3,000NT$以上1.5万NT$未満の罰金規定

2015年6月17日公布
1. 第32、33、67～69条修正

2015年12月30日公布
1. 第28、30、39条修正

2018年6月13日公布
1. 第63、64、65、66条追加

2013年時点でも審議されていたが、メディアのフェイクニュースに対する罰則については当時与党の国民党が必要としていたが、野党民進党は反対の立場だった。
2018年12月行政院で閣議決定
2019年5月、罰金額の引き上げなどを盛り込んだ修正案が立法院で可決。伝染病以外の災害も含まれ、関連する災害防救法や食品安全衛生管理法なども同時に修正審議された。
2019年6月19日公布
- （第63条）伝染病に関わる嘘や不確実な情報を流布し、公衆や他人に損害を与えた者に対しての罰金（上限を50万→300万NT$に）
- （第64条）医師、法医学者、医療従事者の違反行為に対する罰則（9万NT$以上45万NT$未満）
- （第64-1条）第9条違反者に対し9万NT$以上100万NT$未満の罰金
- （第65条）違反した医療従事者が属する医療機関への罰則（30万NT$以上200万NT$未満）
- （第66条）学術機関や研究機関に属する者が第9条違反を犯した場合、その者が属する機関に対する罰則（30万NT$以上200万NT$未満）

衛生署の部への昇格。
2013年7月より、衛生署は（日本の省に相当する）衛生福利部に、CDCも疾病管制局から庁に相当する疾病管制署に昇格し、より大きな権限と予算を持つことになった。

### 国家衛生指揮中心の設立
李登輝政権時に国家安全会議諮問委員だった張栄豊により政府内に防疫上の指揮系統を一本化する組織を設置することが提案された。陳建仁と郭旭崧（2004年からCDC局長、2014-16年CDC署長）はSARS終息後に訪米し、有事の指揮系統の必要性を痛感。陳建仁は当時のアメリカ合衆国保健福祉長官だったトミー・ジョージ・トンプソンとの会談で「防疫医師」の常設について助言を受け、陳は帰国後に担当閣僚として指揮中心の設置へと奔走する。
台湾政府はアメリカ公衆衛生局士官部隊（PHSCC）を参考に、2005年に疾病管制局傘下に国家衛生指揮中心（NHCC）を設立。SARSのようなパンデミックには中央流行疫情指揮中心（CECC）が臨時で設立され、その指揮官は官軍民を動かす権限を有することになる。

### 医療機関における訓練
CDCの感染症専門スタッフを増員するだけではなく、アメリカで訓練を受けさせ国内にフィードバックした。次なるエピデミックに備えたSDP（標準作業手順書）を日々アップデートしつつ、防疫当局側だけではなく国防部なども交えて実戦を想定した訓練が重ねられ、地方の医療スタッフにも中央政府が人員を派遣し能力向上の支援がなされた。、
2007年以降は国内の感染症医が米国CDCの疾病情報サービス（EIS）プログラムを受講するようになった。2020年にCDC副署長として新型コロナの対応にあたる羅一鈞もその一人。

### 2020年新型コロナへの影響
このようにソフト（法体制）・ハード（医療機関、機材、医療物資）・人材（中央、地方、医療現場）の強化に取り組んできた台湾は、17年後の新型コロナでは効果的な防疫政策が功を奏し、世界的にみても被害が最も少ない国の1つと称賛されるようになった。

## SARS禍に関連する作品

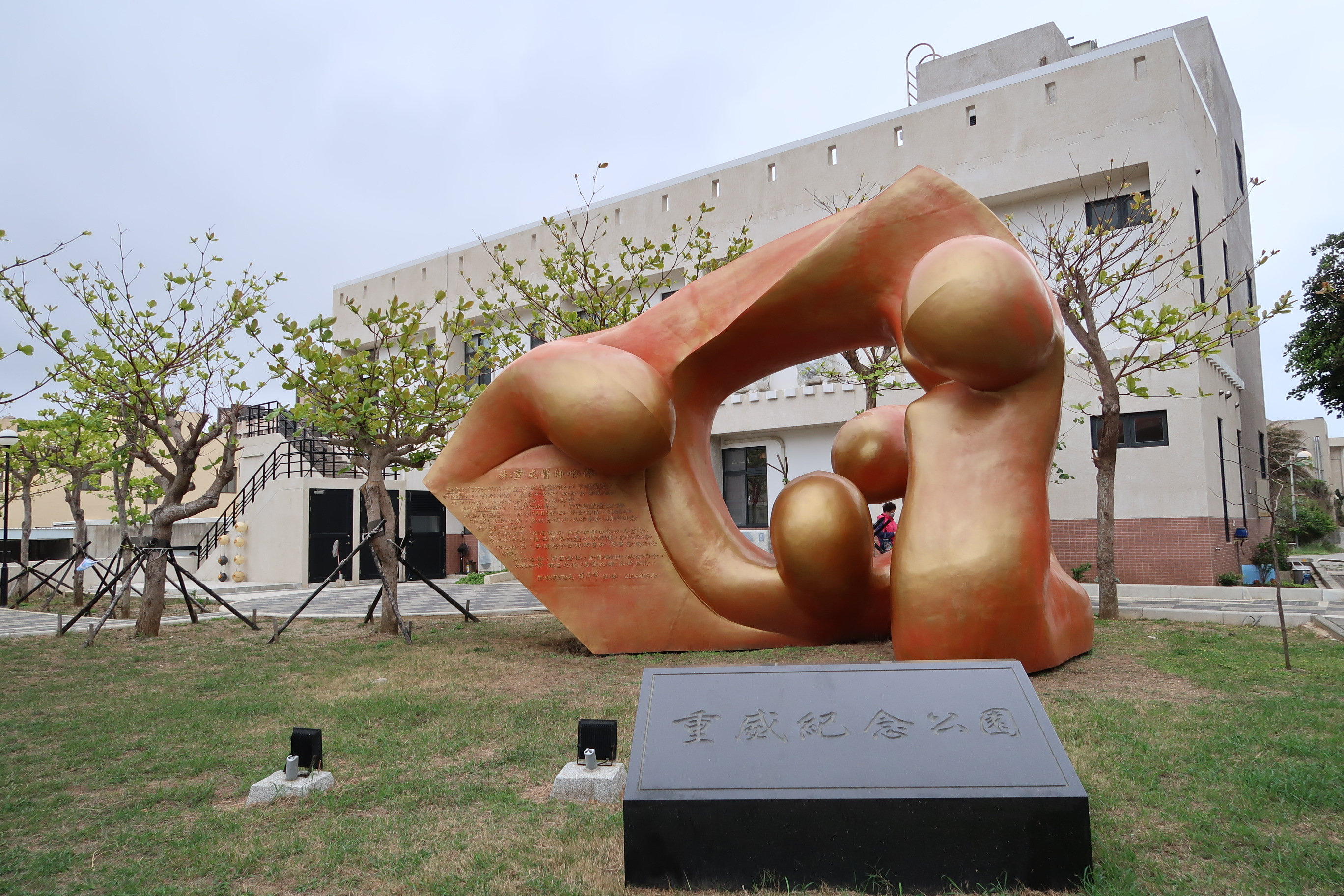
殉職した医師林重威を弔う重威紀念公園

SARS禍が深刻だった2003年5月、ワン・リーホン（王力宏）、陶喆（デヴィッド・タオ）、陳鎮川（アイザック・チェン）らが制作し、張惠妹（阿妹、アーメイ）や蔡依林（ジョリン・ツァイ）らも参加したチャリティーソング「Hand in Hand（手牽手）」が発表された。この楽曲は2021年にも新型コロナによる院内感染が発生した桃園市の衛生福利部桃園医院で若手医療従事者が合唱する動画がシェアされた。
2005年には和平医院で殉職した医師林重威を追悼するモニュメントが出身地の澎湖県馬公市に落成した。
2014年には民視（FTV）で和平医院の悲劇を描いたテレビ映画「B棟8楼」が放映された。

### 註釈
1. ↑  各県市の死亡者数の合計は84だが、WHOが疑いも含めて300名以上と報じた台湾の死亡統計を発表し、CDC自身によるWHOへの報告死亡例は81名と反論している[8]。
2. ↑  WHO:Cumulative Number of Reported Probable Cases Of SARS[9]
3. ↑  国防医学院予防医学研究所（中国語版）での実験中に研究者が感染したもので市中感染や外国からの流入事例ではない[11][12]。
4. ↑  台湾では年齢は数え年。
5. ↑  4月下旬32%[26]:1、5月23日時点3.7%[27]。